# Marie-Amélie d'Espagne
Marie-Amélie d'Espagne (9 janvier 1779 à Madrid - 22 juillet 1798 à Madrid), est une infante espagnole. Elle est la fille du roi Charles IV d'Espagne, et, en 1795, elle épousa son oncle Antoine-Pascal d'Espagne. 

## Jeunesse

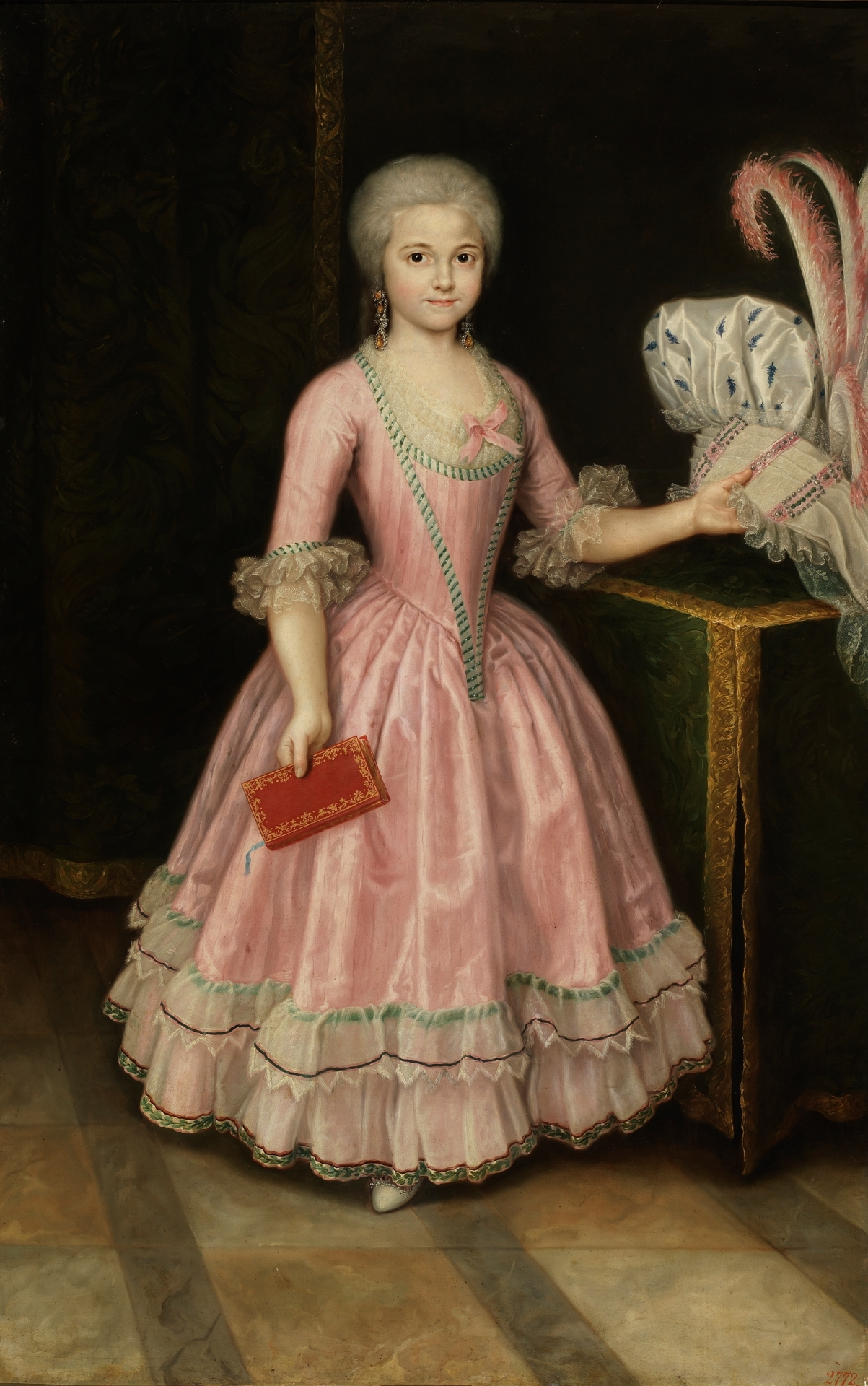
L'infante Marie-Amélie en 1791, par Ramón Bayeu.

Née au Palais royal du Pardo, Marie-Amélie est la deuxième fille survivante du roi Charles IV d'Espagne (1748-1819) et de son épouse Marie-Louise de Bourbon-Parme (1751-1819), petite-fille de Louis XV de France. 
Sa mère avait arrangé son mariage avec son cousin Louis de Bourbon-Parme. Le prince arriva à la cour espagnole en 1794 pour terminer ses études. Il était blond, beau, d'un caractère aimable et il avait un grand intérêt pour la science. De cinq ans plus jeune, l'infante avait alors quinze ans. Elle n'était pas particulièrement attirante et était maussade, réservée et timide. Louis, qui était tout aussi timide, préférait sa sœur cadette, Marie-Louise, qui, bien qu'âgée de seulement douze ans, était d'une disposition plus joyeuse et un peu plus belle. Leurs parents ont accepté le changement inattendu de mariées, mais il est devenu alors urgent pour eux de trouver un mari pour Marie-Amélie, attristée et méprisée. Comme elle était l'aînée des deux sœurs, il serait en effet humiliant pour elle non seulement que sa sœur cadette épouse son fiancé, mais aussi qu'elle se marie en premier.  

## Mariage et mort
Trouver un nouveau fiancé d'un rang équivalent pour Marie-Amélie en si peu de temps n'était pas une affaire facile ; ainsi ses parents ont décidé de la marier à son oncle, Antoine-Pascal, qui avait vingt-quatre ans de plus qu'elle. Considéré comme d'une intelligence très limitée, ses intérêts étaient le jardinage, l'agriculture et la chasse. Il n'avait jamais exercé aucune responsabilité d'importance. 
Marie-Amélie épousa son oncle le 25 août 1795 au palais royal de la Granja. C'était un double mariage, puisqu'en en même temps, sa sœur, Marie-Louise, épousait le prince de Parme. Les deux couples ont continué à vivre à la cour d'Espagne. 
Au cours de l'automne 1797, Marie-Amélie tombe enceinte de son premier enfant. Le 20 juillet 1798, son accouchement commença. Le travail fut compliqué. Le bébé s'était coincé par les épaules et les médecins n'ont pas pu l'extraire. Après deux jours, un chirurgien est finalement intervenu. À ce moment-là, le bébé, un garçon, était mort.  Alors que son fils était enterré à l'Escurial, Marie-Amélie souffrait à l'agonie. Elle avait contracté une infection pendant l'épreuve et elle mourut le 22 juillet 1798. Elle n'avait que dix-neuf ans.  